# Yoruba (langue)
Pour les articles homonymes, voir Yoruba.
 (février 2019).
Si vous disposez d'ouvrages ou d'articles de référence ou si vous connaissez des sites web de qualité traitant du thème abordé ici, merci de compléter l'article en donnant les références utiles à sa vérifiabilité et en les liant à la section « Notes et références ».
Le yoruba ou yorouba, aussi appelé youriba, yariba ou yooba (autonyme : yorùbá), est une langue d'Afrique de l'Ouest appartenant au groupe des langues yoruboïdes, parmi lesquelles il compte le plus grand nombre de locuteurs. Ce groupe se rattache lui-même à la famille des langues nigéro-congolaises. C'est une langue à tons qui connaît de nombreux dialectes, mais il en existe une version standardisée en particulier à l'écrit : l'alphabet yoruba.
C'est l'une des trois grandes langues du Nigeria avec le haoussa et l'igbo. Le yoruba est aussi parlé dans des parties du Bénin et du Togo, ainsi qu'en Amérique latine et aux Antilles, notamment à Cuba.
Les traditions des groupes africains parlant le yoruba revendiquent une origine liée à la ville nigériane d'Ile-Ife. En Amérique, ses locuteurs se réclament de la descendance d'esclaves africains. On les trouve en particulier parmi les pratiquants de la Santería et du candomblé (Brésil).

## Utilisation

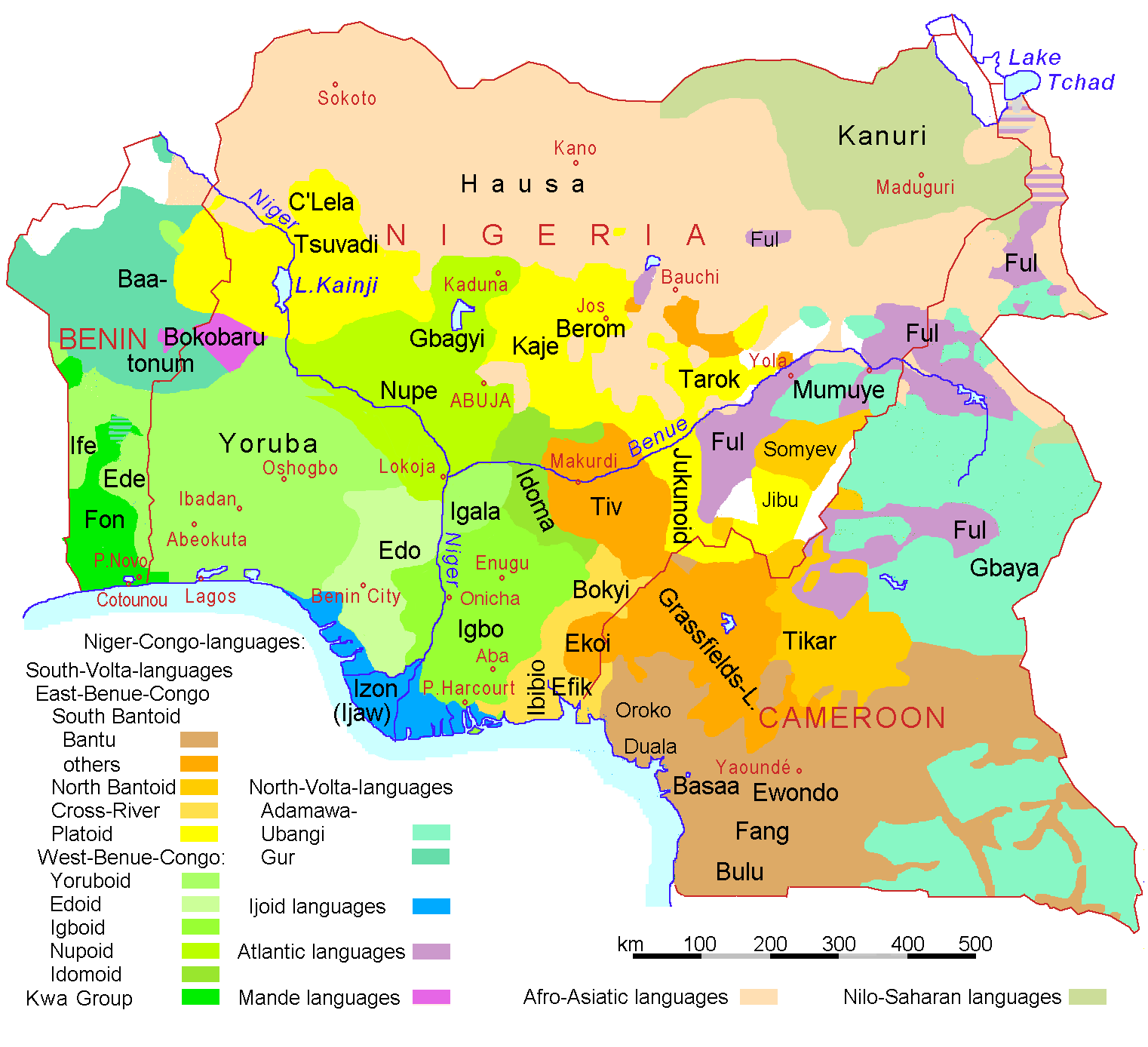
Localisation de la langue yoruba au Nigeria et au Bénin

Un auteur estime que le yoruba est « numériquement et culturellement la langue la plus importante du golfe de Guinée ».
Le yoruba est parlé par 39 500 000 personnes au Nigeria, pour 37 500 000 d'entre eux c'est leur langue maternelle et 2 000 000 l'utilisent comme langue seconde. Au total, 39 844 260 personnes le parlent dans le Monde (dont 37 844 260 comme langue maternelle).
Il est enseigné dans les écoles primaires et secondaires. Des journaux sont édités en yoruba et il existe des émissions de radio et de télévision dans cette langue, comme au Bénin.
De manière anecdotique, il arrive que certains médias s'arrêtent au nom d'origine yoruba de sportifs : ainsi Giannis Antetokounmpo, joueur de basket-ball grec, originaire de cette éthnie porte un nom de famille qui signifie : « la couronne qui vient des mers ».
Les locuteurs de la langue utilisent aussi parfois l'anglais et il est parlé comme langue seconde par les locuteurs de l'akpes (en), du busa, de l'ebira et de l'ukaan (en). Cependant, fin des années 1980, le yoruba n'a emprunté à l'anglais qu'un nombre limité de mots modernes : basiculu (« bicyclette »), dokita (« docteur »), banki (« banque »)...
Cette langue est également utilisée au Brésil et dans les Antilles de façon originale : son influence se fait sentir dans les cultes et les danses brésiliennes d'origine africaine. Les noms d'esprits évoqués dans le vaudou sont le plus souvent d'origine yoruba, cette ethnie « ayant particulièrement souffert de l'esclavage ». À Cuba, le lucumí, langue liturgique de la Santería, descend du yoruba.

## Dialectes
Il existe une vingtaine de dialectes : akono, ào, awori, aworo, bunu (bini), egba, ekiti, gbedde, igbonna, ijebu, ijesha, ikale, ilaje, ila, iworro, jumu, ondo, owe, oyo, wo, yagba,.

## Écriture et orthographe

### Alphabet

Diagramme de voyelles en yoruba
(les points noirs indiquent les voyelles orales, les régions colorisées indiquent les voyelles nasales)

Le yoruba s'écrit au moyen de plusieurs alphabets basés sur l'alphabet latin. Au Bénin, l'orthographe officielle utilise les règles définies par l'Alphabet des langues nationales, tandis qu'au Nigéria l'orthographe officielle est basée sur les règles de l'alphabet pan-nigérian.
Au Nigéria, l'alphabet est un alphabet latin étendu par des diacritiques (point souscrit ou, alternativement, une barre verticale souscrite) ainsi qu'un digramme. Chacun des signes a le statut de graphème indépendant. L'alphabet yoruba est un sous-ensemble de l'alphabet pan-nigérian :
| Capitales  | A | B | D | E | Ẹ | F | G | Gb | H | I | J | K | L | M | N | O | Ọ | P | R | S | Ṣ | T | U | W | Y |
| Minuscules | a | b | d | e | ẹ | f | g | gb | h | i | j | k | l | m | n | o | ọ | p | r | s | ṣ | t | u | w | y |

Les lettres se lisent quasiment comme dans l'API. Noter cependant l'utilisation du point souscrit pour les voyelles ouvertes (s'accompagnant aussi, d'après l'analyse traditionnelle, d'un mouvement de rétraction de la racine de la langue) ‹ ẹ › = [ɛ̙], ‹ ọ › = [ɔ̙] et pour le [ʃ], noté ‹ ṣ ›. Le point souscrit de ces lettres a parfois la forme d’une barre verticale souscrit : ‹ e̩, o̩, s̩ ›. Enfin, le digramme gb note une occlusive labio-vélaire [ɡ͡b] (qu'on prononce d'un seul mouvement et non comme s'il s'agissait d'une séquence [ɡ] + [b]).
Au Bénin, le yoruba s'écrit avec l'alphabet des langues nationales.
| Capitales  | A | B | D | E | Ɛ | F | G | Gb | H | I | J | K | L | M | N | O | Ɔ | P | R | S | Sh | T | U | W | Y |
| Minuscules | a | b | d | e | ɛ | f | g | gb | h | i | j | k | l | m | n | o | ɔ | p | r | s | sh | t | u | w | y |

### Signes annexes
On emploie trois diacritiques supplémentaires pour noter les tons de la langue : l'accent aigu (registre haut), l'accent grave (registre bas) et le macron (registre moyen). Ce dernier est généralement omis (une voyelle non marquée doit donc être lue comme portant un macron). De sorte, on trouve des combinaisons comme ‹ ẹ́ › et ‹ ọ̀ › au Nigeria, et ‹ ɛ́ › et ‹ ɔ̀ › au Bénin.
Des combinaisons de registres donnant des tons modulés (consulter Langue tonale pour ces notions) pouvaient être notées par un antiflexe pour la modulation montante (bas-haut) et un tilde pour d'autres. Dans les usages actuels, l'antiflexe est parfois remplacé par une écriture décomposée : ‹ ǒ › = ‹ òó ›. Le tilde, quant à lui, est abandonné : ‹ õ › = ‹ òó › ou ‹ ōò › (voire ‹ oò ›), selon les cas.
Enfin, les nasales pouvant être vocalisées, elles reçoivent aussi les marques tonales : ‹ ḿ › et ‹ m̀ ›, ‹ ń › et ‹ ǹ ›, par exemple.

## Caractéristiques
Outre que le yoruba est une langue tonale à registres et combinaisons mélodiques de registres, il connaît aussi un mécanisme d'harmonie vocalique. Sa morphologie est riche, faisant, par exemple, un large emploi du redoublement.
Pour bien mettre l'accent sur cette caractéristique, on compare parfois ces tons avec ceux de la langue chinoise.
Il existe en effet des similitudes mais également une grande différence. Dans le yoruba, le ton d'un mot n'est pas immuable et peut être affecté par le ton de la syllabe précédente.
Mais la caractéristique la plus frappante est ce que l'on appelle le télescopage. En yoruba on téléscope les syllabes en faisant des élisions, ce qui rend la séparation entre les mots très incertaine à l'oreille et donc sa compréhension très difficile.
Les verbes sont monosyllabiques et invariables. Le temps du verbe est précisé par un second élément, placé avant le verbe pour certains temps, après pour d'autres.

### Exemples
| Mot    | Traduction | Prononciation standard |
| ------ | ---------- | ---------------------- |
| joie   | ayọ        |                        |
| terre  | ilè        |                        |
| la vie | ayié       | ayé                    |
| ciel   | ọrun       | oké                    |
| eau    | omi        |                        |
| feu    | ina        |                        |
| homme  | ọkùnrin    |                        |
| femme  | obìnrin    |                        |
| manger | jẹun       |                        |
| boire  | mu         |                        |
| grand  | nlà        |                        |
| petit  | kékeré     |                        |
| nuit   | òru        | alè                    |